# Tripteroides novohanoverae
Tripteroides novohanoverae är en tvåvingeart som beskrevs av Peters 1963. Tripteroides novohanoverae ingår i släktet Tripteroides och familjen stickmyggor. Inga underarter finns listade i Catalogue of Life.